# Памятная медаль «За операции по обеспечению безопасности и порядка в Северной Африке»

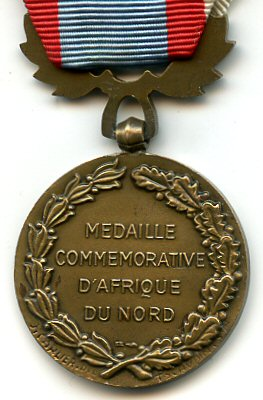
Реверс варианта до января 1958 года

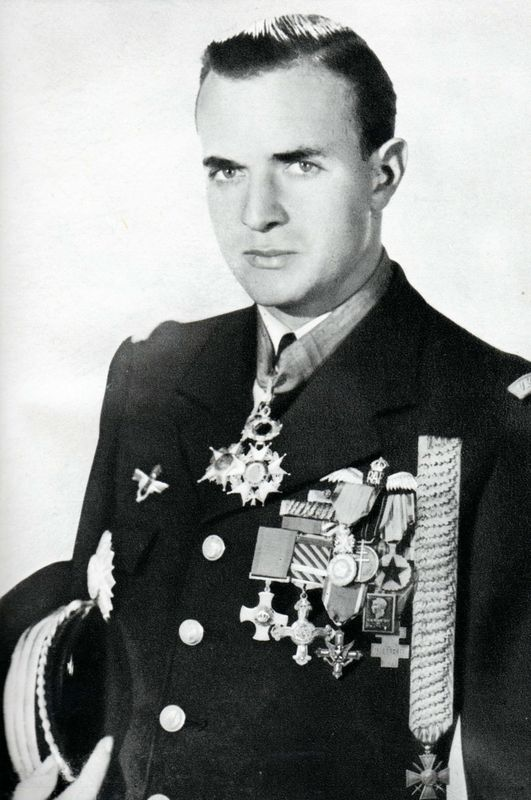
Летчик-ас Пьер Клостерман, награждённый памятной медалью «За операции по обеспечению безопасности и поддержание порядка»

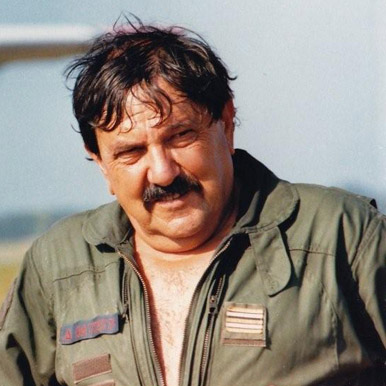
Полковник Антуан Баттести, награжден памятной медалью «За операции по обеспечению безопасности и поддержание порядка»

Памятная медаль «За операции по обеспечению безопасности и порядка в Северной Африке» (фр. Médaille Commémorative des Opérations de Sécurité et de Maintien de l'Ordre en Afrique du Nord) — французская памятная медаль, учреждённая в конце 1950 для награждения членов вооруженных сил Франции и французских государственных служащих, находящихся под военным руководством, служивших во французской Северной Африке.

## История награды
Первоначально медаль была учреждена указом 56-1032 от 12 октября 1956 года и называлась «Médaille Commémorative des Operations de Sécurité et de Maintien de l'Ordre en Afrique du Nord» («Памятная медаль за операции по обеспечению безопасности и поддержанию порядка в Северной Африке»). Указ 58-24 от 11 января 1958 года изменил дизайн и переименовал награду в «Médaille Commémorative des Operations de Sécurité et de Maintien de l'Ordre» («Памятная медаль за операции по обеспечению безопасности и порядка»).
После многолетнего давлением со стороны организаций ветеранов, желавших получить собственные памятные медали, французское правительство наконец уступило, выпустив декрет от 26 июля 2004 года с поправкой к постановлению о награждении 1958 года. Вместо того, чтобы разрабатывать новую медаль для каждой операции в Северной Африке, правительство решило расширить круг лиц для награждения уже существующей. Теперь могла быть вручена любому, кто служил в Северной Африке в 1950-х и 1960-х годах.

## Условия награждения
Памятной медалью за операции по обеспечению безопасности и порядка в Северной Африке награждались:
- военнослужащие французских вооруженных сил за 90 и более дней службы в операциях по обеспечению безопасности и порядка в регулярных или резервных формированиях. Фактор времени не играет роли при награждении служащих крестом Воинской доблести или раненых в результате этих операций;[1]
- государственные гражданские служащие и полицейские службы, а также персонал, подчиненный военным властям или участвовавший в собственно операциях в силу своих обязанностей или специальности и отвечающий вышеупомянутым требованиям для военных;[1]
- моряки французского военно-морского флота, находящиеся в подчинении военно-морского префекта IV региона для командировок продолжительностью не менее 90 дней в течение 24 месяцев (добавлено указом от 17 октября 1960 года).[1]

При службе можно было заработать и носить одновременно пять разных позолочёных планок:
- ALGÉRIE (Алжир) за 90 дней службы с 31 октября 1954 года по 1 июля 1964 года;
- TUNISIE (Тунис) за 90 дней службы с 1 января 1952 года по 2 июля 1962 года;
- MAROC (Марокко) за 90 дней службы с 1 июня 1953 года по 2 июля 1962 года;
- SAHARA (Сахара) за 90 дней службы с 31 октября 1954 года по 27 июня 1961 года;
- MAURITANIE (Мавритания) за 90 дней службы с 10 января 1957 года по 1 января 1960 года.

## Описание награды
Медаль представляет собой круглый диск диаметром 30 мм, отчеканенный из бронзы и позолоченный. На аверсе, выгравированном Жоржем Лемером, было аллегорическое изображение воина Французской республики в шлеме, украшенном венком из дубовых листьев и окруженного рельефной надписью по окружности медали «RÉPUBLIQUE FRANÇAISE» («Французская республика»). На реверсе рельефная надпись в пять строк "MEDAILLE" "COMMÉMORATIVE" "OPÉRATIONS SÉCURITÉ" "ET MAINTIEN" "DE L'ORDRE", с венком из дубовых и оливковых листьев по окружности. Вариант до января 1958 года имел реверсивную надпись в четыре строки: «MÉDAILLE», «COMMÉMORATIVE», «D'AFRIQUE», «DU NORD».
Медаль подвешивалась через кольцо в форме венка. Красная шелковая муаровая лента имела ширину 36 мм с центральной светло-голубой полосой шириной 14 мм и двумя белыми полосами шириной 5 мм каждая на расстоянии 1 мм от края.